# Cycnogeton huegelii
Cycnogeton huegelii är en sältingväxtart som beskrevs av Stephan Ladislaus Endlicher. Cycnogeton huegelii ingår i släktet Cycnogeton och familjen sältingväxter. Inga underarter finns listade.